# 두바이 토후국
두바이 토후국(아랍어: إمارة دبيّ)은 아랍에미리트를 구성하는 7개의 토후국 가운데 하나로 수도는 두바이이며 면적은 4,114km2이다. 아랍에미리트의 토후국 가운데서도 아부다비 토후국에 이어 두번째로 중요한 위치에 있다. 1971년 12월 아부다비 토후국과 여타 토후국들과 함께 아랍에미리트를 건국하였으며, 이전까지는 영국의 보호국이었다.
두바이 토후국의 아미르는 무하마드 빈 라시드 알막툼이며, 두바이 정부가 두바이 토후국의 행정을 총괄한다. 두바이 토후국 수장은 아랍에미리트 부통령과 총리에 자동 임명되기도 한다.
두바이 토후국은 여러 지자체와 마을로 구성되어 있으며, 특히 하타 시는 두바이 시에서 134km 떨어진 곳에 위치한 월경지이다. 이곳은 동쪽과 남쪽으로 오만과 접해 있으며, 서쪽으로는 아지만 토후국의 사이흐무다이라 마을, 북쪽으로는 라스알카이마 토후국과 접하고 있다.

## 같이 보기
- 아랍에미리트의 토후국